# Perth and Kinross
Pour les articles homonymes, voir Kinross (homonymie).
Le Perth and Kinross est un council area et région de lieutenance du centre de l'Écosse qui correspond aux anciens comtés de Perth et de Kinross.

## Situation et description
Il est situé entre les Highlands et les Lowlands, en partie sur les monts Grampians entrecoupés de vallées dans laquelle s'est développée une agriculture basée sur l'élevage (bovins, moutons, etc.). La région est traversée par le Tay qui est la plus grosse rivière de Grande-Bretagne à défaut d'en être la plus longue, ce qui s'explique par le niveau important des précipitations dans l'ouest de l'Écosse où le Tay prend sa source.